# Mäbendorf
Mäbendorf is een plaats en voormalige gemeente in de Duitse deelstaat Thüringen.
Mäbendorf werd op 1 april 1979 Stadtteil van de gemeente Suhl.

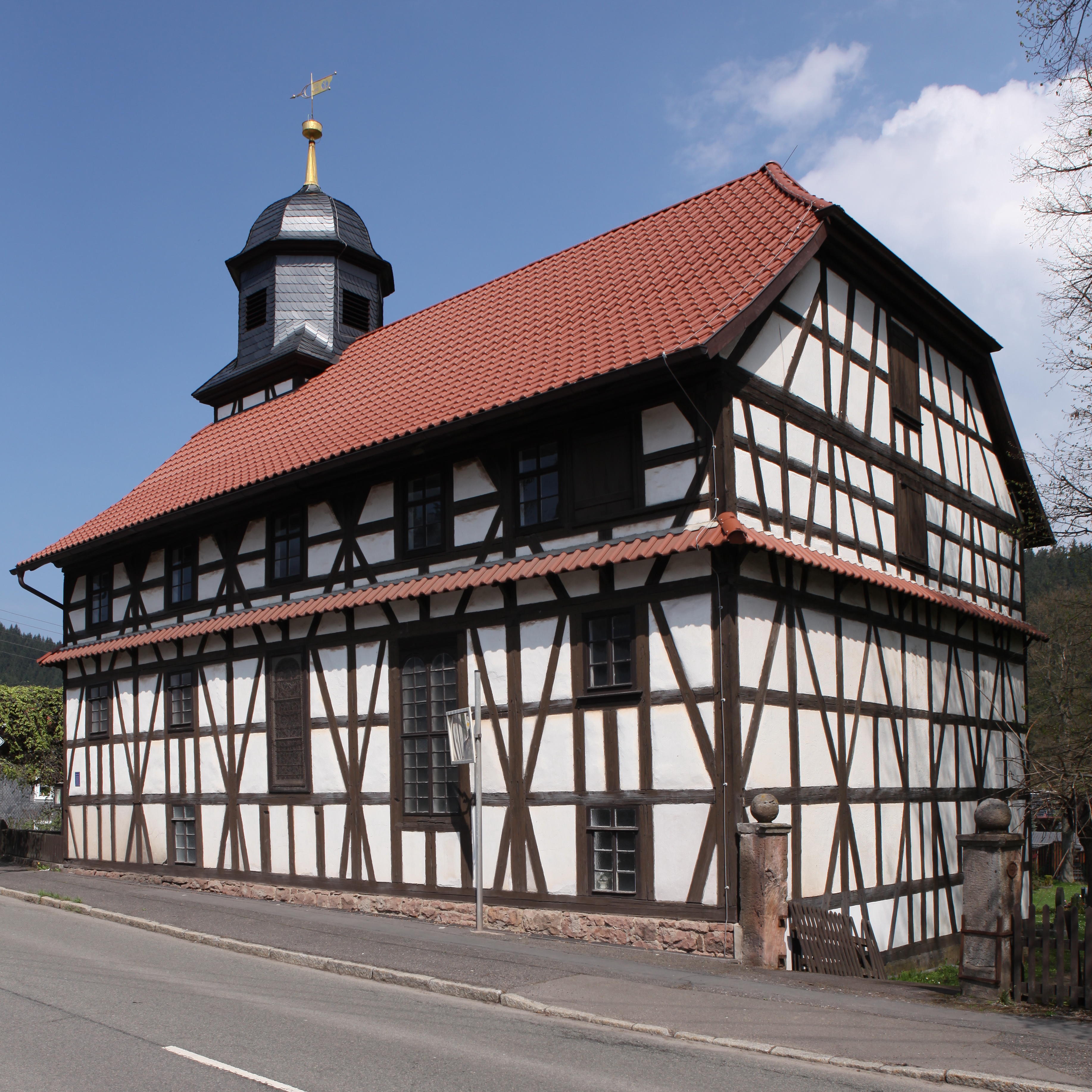
De kerk van Mäbendorf

Albrechts · Dietzhausen · Gehlberg · Goldlauter-Heidersbach · Mäbendorf · Schmiedefeld am Rennsteig · Vesser · Wichtshausen